# Sławutowski

Herb Sławutowski

Herb Sławutowski odmienny

Sławutowski (Pierzcha-Sławutowski, Pirch von Schlautow, Schlaushau, Schlautow, Schlavtowski, Slavtau, Pierzcha odmienny, Ściborowicz odmienny) – pomorski herb szlachecki znany z dwóch pieczęci. Jest to pośredni etap utożsamienia herbu Ściborowicz z herbem Pierzcha.

## Opis herbu
Herb znany w dwóch wariantach. Opisy zgodnie z klasycznymi zasadami blazonowania.
W polu flądra w słup. Klejnot: nad hełmem w koronie ogon pawi. Labry. Barwy nieznane.
W polu flądra w skos. Klejnot: nad hełmem w koronie ogon pawi między dwoma kluczami w wachlarz zębami na zewnątrz. Labry. Barwy nieznane.

## Najwcześniejsze wzmianki
Herb znany jest wyłącznie z dwóch różnych pieczęci tej samej osoby - Wawrzyńca Pierzchy-Sławutowskiego, sędziego ziemskiego puckiego w latach 1550(1561?)-1569. Herb pierwszy jest na pieczęci odciśniętej na dokumencie z 18 stycznia 1563 roku. Drugi z herbów znany jest z pieczęci odciśniętej na dwóch dokumentach z 1565 roku (datacja niepewna) i 6 grudnia 1569 roku. Opisywane tu dokumenty przechowywane są w Archiwum Państwowym w Gdańsku.

## Herbowni
Sławutowski (Schlantow, Schlatau, Schlatow, Schlauschau, Schlautatu, Schlautow, Schlavetow, Schlavtafski, Schlavtowski, Slautow, Slautowski, Slavtaw, Slawthowski, Slawtoffszky, Slawtowszki, Sławantowski, Sławtowski, błędnie Sławkowski. Rodzina ta wywodzi się od rodziny Ściborowiczów, ponieważ takim patronimikiem posługiwali się najdawniejsi jej przedstawiciele.

### Rodzina Sławutowskich
Rodzina w zasadzie nie jest znana heraldykom. Nazwisko rodziny wywodzi się od wsi Sławutowo koło Pucka. Za jej najdawniejszego przodka uważa się kasztelana tczewskiego Ścibora wzmiankowanego w 1253. Jego syn, również Ścibor, kasztelan pucki w latach 1271-1289, zmarł około 1300 roku. W roku 1277 otrzymał wsie Sławutowo i Żelistrzewo. Ścibor miał trzech synów: Ścibora, Mikołaja i Bernarda. Od tego pokolenia rodzina posługiwała się patronimikiem Ściborowicz. Ścibor Ściborowicz i jego krewniak Jan z Kacka opieczętowali w 1440 roku akt przystąpienia do Związku Pruskiego. W roku 1526 Maciej Sławutowski uzyskał potwierdzenie nadania z 1277 roku. Był on także pierwszym, który użył nazwiska odmiejscowego.